# Geissorhiza exscapa
Geissorhiza exscapa är en irisväxtart som först beskrevs av Carl Peter Thunberg, och fick sitt nu gällande namn av Peter Goldblatt. Geissorhiza exscapa ingår i släktet Geissorhiza och familjen irisväxter. Inga underarter finns listade i Catalogue of Life.